# ليو تاكشيتا
ليو تاكشيتا (باليابانية: 竹下 玲王) (مواليد 4 أكتوبر 1995) هو لاعب كرة قدم ياباني.

## وصلات خارجية
- ليو تاكشيتا على موقع رابطة كرة القدم اليابانية للمحترفين (اليابانية)
- ليو تاكشيتا على موقع Soccerway.com (الإنجليزية)